# Das Signal - Segreti dallo spazio
Das Signal - Segreti dallo spazio (Das Signal) è una miniserie drammatica tedesca distribuita da Netflix dal 7 marzo 2024 su sceneggiatura di Florian David Fitz, Nadine Gottmann e Kim Zimmermann per la regia di Sebastian Hilger e Philipp Leinermann, e interpretata dallo stesso Fitz, dall'attrice tedesca Peri Baumeister e dalla piccola Yuna Bennett.

## Sinossi
Dopo mesi trascorsi sulla ISS, la scienziata tedesca Paula Groth e il suo collega Hadi tornano a terra. Il marito Sven e la figlia Charlie aspettano invano il ritorno della donna: l'aereo di linea su cui rientra in Germania, infatti, precipita. Nelle ultime comunicazioni radio del pilota dell'aereo si sente Paula che irrompe nella cabina di pilotaggio e sembra farfugliare frasi senza senso, tanto che l'opinione pubblica si convince che sia stata lei a provocare l'incidente. Ricordando gli ultimi tempi con la moglie, Sven cerca in tutti i modi di trovare una risposta agli eventi. L'incontro con una complottista gli fa trovare quello che cerca: Paula gli ha lasciato un enigma, un filo conduttore che Sven ora segue instancabile. Tuttavia, mentre svela l’enigma, la sua vita va in pezzi, il mistero si infittisce e la minaccia cresce per lui, Charlie e per il mondo intero. Perché Paula, sulla ISS, ha fatto una scoperta incredibile.

## Personaggi e interpreti
- Paula Groth, interpretata da Peri Baumeister, doppiata da Francesca Manicone.
Scienziata inviata sulla ISS in una missione privata per sperimentare una cura definitiva contro la sordità. Sofferente di psicosi a causa di una sua precedente tossicodipendenza, fa un'incredibile scoperta.
- Sven Groth, interpretato da Florian David Fitz, doppiato da Riccardo Scarafoni.
Marito di Paula, insegnante di storia.
- Carlotta (detta Charlie), interpretata da Yuna Bennett, doppiata da Alice Villevieille Bideri. 
Figlia sorda di Paula e Sven, dotata di un impianto cocleare.
- Hadi Hiraj, interpretato da Hadi Khanjanpour, doppiato da Gianfranco Miranda.
Collega e amico di Paula, tradirà la fiducia dell'amica.
- Mira, interpretata da Nilam Farooq, doppiata da Ughetta d'Onorascenzo.
Moglie di Hadi.
- Rainer Beu, interpretato da Uwe Preuss, doppiato da Ambrogio Colombo.
Istruttore di Paula e Hadi.
- Benisha Mudhi, interpretata da Sheeba Chaddha, doppiata da Emanuela Baroni.
Miliardaria e filantropa indiana che ha finanziato la missione spaziale a cui hanno partecipato Paula e Hadi.
- Nora, interpretata da Katharina Schüttler, doppiata da Gaia Bolognesi.
Assistente di Mudhi.
- Friederike, interpretata da Meret Becker, doppiata da Tatiana Dessi.
Agente di polizia che indaga sul disastro aereo.
- Agnieszka, interpretata da Katharina Thalbach, doppiata da Paola Giannetti.
Anziana complottista che vive in un ex centro del controspionaggio tedesco, intercetta tutte le comunicazioni fra Paula e Carlotta, nonché il misterioso messaggio "alieno".

## Puntate

### Scomparsa
- Titolo originale: Verschwunden
- Diretto da: Sebastian Hilger
- Scritto da: Florian David Fitz, Nadine Gottmann, Kim Zimmermann

#### Trama
Dopo mesi in orbita sulla ISS per una missione privata finanziata dalla filantropa miliardaria Benisha Mudhi, la scienziata tedesca Paula Groth rientra a terra, ma il volo su cui stava rientrando in Germania col suo collega Hadi precipita e nessuno si salva. Mentre l'aereo sta precipitando, la donna, sapendo che tutte le conversazioni sarebbero state registrate nella scatola nera, entra nella cabina di pilotaggio, s'impossessa dell'interfono e lascia un messaggio al marito Sven e alla figlia Charlie. Le autorità sono convinte che sia stata Paula a causare la caduta dell'aereo: Sven sa che la moglie soffriva di psicosi causata dall'assunzione di sostanze allucinogene, ma la donna aveva convinto il marito a non rivelare all'agenzia spaziale il suo stato, pena la sua esclusione dalla missione, missione che riguardava una cura rivoluzionaria per la sordità – cosa che li tocca da vicino, dato che Charlie è nata sorda. Sven, uomo ossessionato dalla privacy tanto da non possedere uno smartphone, l'aveva coperta non senza biasimo. Poco dopo l'incidente aereo, Sven riceve sul suo vecchio telefono cellulare un messaggio vocale di Paula che sembra contenere errori sulla data del loro anniversario di nozze. Inoltre, guardando il video dell'atterraggio della capsula spaziale, spacciato per una diretta, scopre che era in realtà differito di 90 minuti. Insospettito, ne parla con l'istruttore di Paula, Rainer, ma costui nega che ci sia dietro una cospirazione. Durante i suoi turni alla stazione spaziale, Paula comunicava via radio con Charlie; una notte, mentre era in attesa di comunicare con la figlia e mentre la stazione si trovava in una zona di silenzio radio con il pianeta, la donna aveva captato un messaggio proveniente dallo spazio esterno: una semplice parola ripetuta più volte dalla voce di un bambino, «Hello».

### Paula
- Titolo originale: Paula
- Diretto da: Philipp Leinemann
- Scritto da: Florian David Fitz, Nadine Gottmann, Kim Zimmermann

#### Trama
Sulla ISS, Paula aveva confidato la sua scoperta all'amico e collega Hadi, ma costui, sapendo che l'amica aveva sofferto di psicosi, l'aveva manipolata e convinta di aver avuto un'allucinazione. Successivamente aveva tentato di appropriarsi della scoperta, invano perché Paula non gli aveva rivelato le coordinate esatte in cui si trovava la stazione al momento del messaggio. Paula si era confidata con Mudhi, che l'aveva incoraggiata a proseguire nella ricerca: dopo aver avuto alcune crisi e preso un antipsicotico, la donna aveva scoperto che Hadi l'aveva tradita e cercava di appropriarsi della scoperta. La casa di Sven e Charlie viene assediata da cronisti e dai parenti delle vittime dell'incidente aereo del quale incolpano Paula. La bambina afferma di aver parlato poco prima con la madre in una comunicazione radio; Rainer inoltre dice di averci ripensato e crede che dietro l'incidente ci sia una cospirazione. Sven lascia la figlia da Mira, moglie di Hadi, e si reca a casa di Rainer, ma l'uomo è scomparso, ma aveva prima fatto in modo che Sven trovasse il fascicolo top secret sulla missione spaziale. Tornato da Mira, scopre che anche Charlie è scomparsa.

### La scatola nera
- Titolo originale: Black Box
- Diretto da: Philipp Leinemann
- Scritto da: Florian David Fitz, Nadine Gottmann

#### Trama
Paula si era confidata ancora con Mudhi sul tradimento di Hadi; la donna aveva abilmente celato le coordinate del messaggio dallo spazio e aveva calcolato data e ora del "contatto" dell'oggetto con la Terra. Sospettando una cospirazione in cui Hadi era coinvolto, aveva divulgato, sotto minaccia del collega, delle coordinate fasulle. Le comunicazioni fra Paula e Charlie erano intercettate da un'anziana donna che vive in una fattoria nei pressi del vecchio confine con la DDR; la donna, spacciandosi per Paula, aveva contattato Charlie e l'aveva convinta a recarsi da lei con lo scopo di ottenere le coordinate. La bambina aveva l'abitudine di trascrivere le chiacchierate radio con la madre, compresa l'ultima (con l'anziana); Sven trova la trascrizione e dopo aver informato della cospirazione la poliziotta che si occupa delle indagini sull'incidente aereo, si reca alla fattoria, dove trova un vecchio centro del controspionaggio tedesco. L'anziana, che fa parte di un gruppo complottista, aveva non solo intercettato le comunicazioni fra madre e figlia, ma anche il messaggio dallo spazio, e rivela che si ripete ogni tredici giorni da due anni e che era stato tenuto nascosto dalle autorità. Nel frattempo viene ripescata la scatola nera dell'aereo e viene estrapolato l'intero messaggio di Paula, che esorta Sven a collaborare con Charlie, il che l'assolve completamente dall'aver causato l'incidente. Sven e Charlie vengono prelevati dall'esercito e portati in un campo nei pressi del punto in cui è previsto il contatto con l'oggetto alieno, dove ritrovano Rainer: i militari, con l'appoggio dei principali governi mondiali, distruggono la presunta sonda aliena. Nel frattempo, la poliziotta scopre che nell'aereo probabilmente vi era una bomba e tenta di avvisare invano Sven su chi l'avesse fatta piazzare; subito dopo essersi messa in auto col collega, i due vengono travolti da un grosso autoarticolato.

### Partenza
- Titolo originale: Aufbruch
- Diretto da: Sebastian Hilger
- Scritto da: Florian David Fitz, Nadine Gottmann

#### Trama
Dopo l'esplosione, Sven e Charlie vengono rilasciati. Sven scopre che la figlia si è appuntata dei numeri sul braccio; riguardando il diario, scopre che glieli aveva dettati la madre: sono delle coordinate, una data e un'ora. Rendendosi conto che il bluff non durerà a lungo, Sven e Charlie fuggono in auto ma vengono travolti dallo stesso autoarticolato che aveva investito i poliziotti, salvandosi miracolosamente. Sven utilizza un dispositivo che gli aveva fornito Nora, l'assistente di Mudhi, e vengono così tratti in salvo: l'uomo consegna le coordinate alla filantropa e tutti assieme si recano nel deserto del Marocco in elicottero. Qui Sven accende il telefonino e riceve i messaggi che i poliziotti avevano tentato di inviargli per metterlo in guardia da Mudhi; il telefono era intercettato da Nora, che riceve i messaggi e avvisa Mudhi: dietro a tutta la cospirazione c'è la spietata miliardaria indiana che, per pura megalomania, vorrebbe essere lei personalmente ad accogliere gli "alieni" e aveva mandato in missione Paula assieme a Hadi (che ricattava) sicura che la scienziata avrebbe intercettato e decodificato il messaggio extraterrestre. Subito dopo l'atterraggio, Paula aveva intuito che ci fosse Mudhi dietro a tutto e, prevedendo la propria sorte, aveva mandato dei messaggi ai suoi congiunti che solo loro due avrebbero potuto decriptare, compreso quello dall'interfono dell'aereo. Gli alieni, però, non arrivano: Mudhi minaccia e ferisce Sven, ma l'uomo la persuade che Paula fosse semplicemente pazza e si fosse inventata tutto; la donna incarica Nora di ucciderli, ma l'assistente, disgustata dai metodi della principale, senza essere vista li risparmia. Quanche tempo dopo, grazie alle confessioni di Nora, Mudhi viene arrestata; Sven ha nel frattempo intuito l'ultimo enigma che gli aveva lasciato la moglie parlandogli della data (sbagliata) del loro anniversario di nozze: in realtà quella è la data esatta del contatto con la sonda. Tornati nel deserto, Sven e Charlie assistono all'atterraggio di un oggetto: si tratta della sonda Voyager 1, partita nel 1977 con un disco d'oro inciso con dei saluti umani per gli extraterrestri che l'avessero trovata. "Qualcuno" l'aveva in effetti trovata, aveva bloccato il disco affinché ripetesse la parola "hello" (dalla frase «Hello from the children of planet Earth») e aveva fatto in modo che atterrasse integra, inviando un implicito messaggio di speranza all'Umanità.

## Produzione
La serie è stata girata dal 20 settembre 2022 al 27 gennaio 2023 nei Bavaria Studios di Geiselgasteig; le scene nello spazio sono state girate negli studi Penzing di Monaco. Altre esterne sono state girate a Lipsia e in Marocco.

## Accoglienza
La miniserie ha raccolto giudizi generalmente positivi; i recensori criticano maggiormente la sceneggiatura debole ma esaltano le interpretazioni di Fitz e della piccola Bennett. 
Stefano Di Maria de Il Notiziario definisce la miniserie "godibile" ma incompiuta e definisce "impressionante" l'interpretazione di Yuna Bennett nei panni della bambina sorda, ma gli altri personaggi risultano "poco approfonditi", dando un giudizio complessivo di 3 punti su 5.
Riccardo Cristilli di TvBlog definisce la miniserie, "arrivata senza grandi campagne promozionali", "una gemma che non dovreste lasciarvi sfuggire" e curata nei dettagli; definisce "notevoli i momenti in cui vediamo il mondo ovattato della piccola Charlie", elogiando infine il messaggio che la serie vuole trasmettere all'umanità.
Su L'occhio del cineasta, Stefano Del Giudice afferma che la miniserie "è scritta a livello drammaturgico in maniera abbastanza funzionale, riuscendo a catturare l’attenzione dello spettatore grazie al giusto mix di generi che rendono la storia piuttosto scorrevole e intrattenente per il pubblico"; nonostante ciò, "alla miniserie manca quel qualcosa in più, non possedendo una sceneggiatura abbastanza forte e così ben scritta da sorprendere e stupire il pubblico", risultando "scontata e prevedibile" perché uno spettatore attento riesce a intuire il finale "fin dalla seconda puntata senza alcun problema". Nonostante i difetti tecnici, "la miniserie Das Signal emerge come un'opera cinematografica avvincente e ricca di significati che va oltre i confini del semplice intrattenimento".
Chiara Poli di GameSurf definisce Das Signal "una serie ottimamente realizzata, di qualità", con "effetti speciali davvero ottimi", "ci regala un’esperienza coinvolgente, commovente, emotivamente matura e degna d’interesse", dando un punteggio di 7.5 su 10.
Su Metacritic, dieci utenti hanno votato la serie con un punteggio medio di 6.4/10. L'aggregatore di recensioni Rotten Tomatoes riporta un indice di gradimento dell'80% basato su 5 recensioni con un voto medio di 6.5/10.